# محمد بن نصیر نمیری
محمد بن نُصَیر نُمَیری؛ یا ابن نُصَیر پایه‌گذار فرقهٔ نصیریه که پس از ابومحمد شریعی در دوران محمد بن عثمان، به دروغ ادعای نیابت و بابیت کرد و از غلاة است و حجت بن حسن او را لعن کرد.
هنگام مرگ، زبان او سنگین شد؛ به‌گونه‌ای که وقتی پیروانش از او پرسیدند: باب بعد از تو کیست؟ او با لکنت گفت: احمد. پیروانش مقصود او را که غرض کدام احمد است، نفهمیدند و به سه فرقه تقسیم شدند؛ فرقه‌ای گفتند: مقصود او احمد، فرزندش است و فرقهٔ دوم گفتند: احمد بن موسی بن الفرات است و فرقهٔ سوم به احمد بن ابی‌الحسین بن بشر گرویدند و هر سهٔ آنان ادعای بابیت کردند.
وی عقاید معنوی خاصی داشت و سعی می‌کرد آن را میان عامهٔ مردم منتشر کند. محمد بن نصیر نمیری مدعی بود که پیغمبر است و امام هادی او را مبعوث کرده‌است و عقیده به تناسخ و حلول روح داشت. وی معتقد به خدایی امام هادی بود.
پیروان ابن نصیر، نصیری یا از سال ۱۹۲۰ علوی خوانده می‌شوند. امروزه متاسفانه لفظ نصیری دلالت‌های منفی به همراه دارد چنان‌که گروه دولت اسلامی به منظور ترویج کشتار علویان از این لفظ استفاده می‌کند.